# Демчишин Володимир Васильович
Володимир Васильович Демчишин (нар. 12 листопада 1974, Львів, УРСР, СРСР) — Міністр енергетики та вугільної промисловості України у другому уряді Арсенія Яценюка..

## Біографія

### Освіта
Володимир Демчишин має три вищі освіти. Перша — диплом спеціаліста міжнародних економічних відносин Львівського державного університету ім. І. Франка. Друга — ступінь спеціаліста він отримав в Європейському університеті «Віадріна» у Франкфурті-на-Одері (Німеччина). Третя — ступінь MBA з міжнародних фінансів в Бізнес-школі Канзаського університету (США).
Вільно володіє чотирма іноземними мовами — англійською, німецькою, польською та російською.

### Трудова діяльність
Працював Директором відділу інвестиційно-банківських послуг групи «Investment Capital Ukraine». До ICU Демчишин працював віце-президентом банку ING, менеджером відділу корпоративних фінансів компанії Ernst & Young.
27 серпня — 3 грудня 2014 — Голова Національної комісії, що здійснює державне регулювання у сферах енергетики та комунальних послуг.
З 2 грудня 2014 року до 14 квітня 2016 року — Міністр енергетики та вугільної промисловості України.
21 квітня 2016 року був призначений до Наглядової ради НАК «Нафтогаз України». Президент Володимир Зеленський звернувся до прем'єр-міністра Володимира Гройсмана  з пропозицією звільнити представника держави у Наглядовій раді НАК «Нафтогаз України» Володимира Демчишина. В подальшому Президент Володимир Зеленський звернувся до прем’єр-міністра Володимира Гройсмана з пропозицією звільнити Володимира Демчишина з посади представника держави у Наглядовій раді НАК «Нафтогаз України».

## Скандали
- У лютому 2015, комісія з розслідування обставин підписання контрактів на імпорт електроенергії з Росії в Україну та постачання її до окупованого Криму, створена 21 січня 2015 на доручення Прем'єр-міністра Арсенія Яценюка, визнала протиправними дії міністра енергетики Володимира Демчишина щодо укладання даних контрактів, запропонувала звільнити його, а всі матеріали розслідування передати правоохоронним органам для перевірки та притягнення до відповідальності винних осіб у скоєних правопорушеннях[6]. Також за його правління відбувались безкоштовні поставки електроенергії так званій «ЛНР», з приводу чого також розпочато слідство[7].

- Демчишин відомий своїм неприязним ставленням до журналістів. Так, 23 листопада 2015 року після запитання, що стосувалося ДТЕК Ахметова, Демчишин назвав журналіста, що його поставив, «особливо обдарованим». Під час свого нічного візиту до адміністрації президента Порошенка, у грудні 2015 року, Демчишин назвав журналіста-розслідувача Сергія Андрушка клоуном, використовуючи ненормативну лексику[8][9].

- 12 листопада 2021 року, слідчі СБУ і ДБР вручили підозру колишньому міністру енергетики та вугільної промисловості України Демчишину, який обіймав цю посаду з 2014 по 2016 рік. Підозра оголошена за статтею ст. 258-3 КК України ‒ сприяння терористичній групі чи терористичній організації. Слідством було встановлено, що посадовець упродовж грудня 2014 - лютого 2015 року видав низку наказів, якими призначив на посади державних підприємств, що знаходяться на тимчасово окупованих територіях, представників терористичних організацій так званих «Л/ДНР». Крім цього, колишній міністр, перевищуючи свої службові повноваження, примусив керівників державної енергогенеруючої компанії укласти кілька угод з представниками так званих «Л/ДНР». Зокрема, щодо постачання вугілля на загальну суму понад 3 млрд грн. У результаті протиправних дій колишнього міністра у розпорядження терористів надійшло понад 200 млн. грн[5][10].

- 25 листопада 2021 року, Печерський районний суд міста Києва в своїй Ухвалі, яка була оприлюднена 7 грудня у Єдиному державному реєстрі судових рішень, дав дозвіл на затримання колишнього міністра енергетики та вугільної промисловості України Володимира Демчишина, підозрюваного у закупівлі вугілля з окремих районів Донецької та Луганської областей[11][11].

- 23 грудня 2021 року, Печерський районний суд міста Києва арештував корпоративні права і нерухомість ексміністра енергетики та вугільної промисловості Володимира Демчишина. Зокрема, суд арештував:

1. 9,99% в АТ "Банк Авангард" опосередковано через компанію "Вестал Холдінгз ЛТД" [Westal Holdings LTD]);
2. 100% статутного капіталу Лозонско Файненс ЛТД" (Британські Віргінські острови);
3. 9,99% у статутному капіталі компанії "АйСіЮ Холдінгз Лімітед" (Британські Віргінські острови);
4. 9,99% у статутному капіталі компанії "Вестал Холдінгз ЛТД" (Кіпр);
5. земельну ділянку, площею 0,039 га в селі Чайки Київської області;
6. половину житлового будинку площею 389,6 км м в селі Чайки Київської області;
7. частину земельної ділянки площею 0.0609 га в селі Чайки Київської області;
8. домоволодіння у Львівській області.

Водночас в групі ICU заявили, що на момент прийняття судом рішення про арешт майна Демичишина, він вже не був ані прямим, ані опосередкованим акціонером банку "Авангард" та інших структур інвестиційної групи.
- 17 січня 2022 року, в ході брифінгу радник з комунікацій ДБР Тетяна Сапьян повідомила, що колишнього міністра енергетики та вугільної промисловості України Володимира Демчишина оголошено в міжнародний розшук у справі про постачання в 2014-2015 роках вугілля із окупованих територій сходу України та сприяння так званим "ДНР" та "ЛНР"[13][14].